# Okadasäure
Okadasäure (englisch Okadaic acid) ist ein Toxin, das von manchen marinen Algen (Dinoflagellaten) produziert wird. Sie sammelt sich in Muscheln an und verursacht eine Fischvergiftung. Die Salze bzw. Ester der Okadasäure heißen Okadate.

## Vorkommen
Namensgebend für die Okadasäure war der an der japanischen Pazifikküste vorkommende marine Schwamm Halichondria okadai, aus welchem Okadasäure zum ersten Mal isoliert wurde. Sie wurde außerdem aus dem in der Karibik vorkommenden Schwamm H. malanodocia als Zytotoxin isoliert. Ursprünglich wird Okadasäure von zu den Dinophyten (Dinoflagellaten) zählenden marinen Algen produziert, wie etwa solchen aus den Gattungen Dinophysis oder Prorocentrum, die die Okadasäure in einer für sie unschädlichen Vorstufe, dem sog. Dinophysistoxin-4 produzieren. Das Dinophysistoxin-4 wird in von den Dinophyten an das umgebende Medium abgegeben oder tritt bei deren Tod aus und wird im Medium zur Okadasäurediolester hydrolysiert.

## Eigenschaften
Okadasäurediolester ist fettlöslich, kann damit Biomembranen passieren und so in Zellen anderer Organismen eindringen, wo der Okadasäurediolester nochmals zur eigentlichen, toxisch wirkenden Okadasäure hydrolysiert wird.

## Toxikologie
Die Toxizität der Okadasäure beruht auf der Inhibition der Serin-/Threonin-spezifischen Protein-Phosphatasen des Typs 1 (PP1), 2a (PP2A) und 2b (PP2B), worauf auch die Einstufung der Okadasäure als Hepatotoxin und als Tumor-Promotor beruht. Dabei ist die Inhibitionswirkung auf die einzelnen Phosphatase-Typen konzentrationsabhängig. Am stärksten inhibiert wird die Phosphatase des Typs 2a, die bereits bei Okadasäurekonzentrationen im Bereich von 1 nM zu 50 % inhibiert wird (IC50). Der IC50 für PP1 liegt bei 0,3–1 μM und für PP2B bei über 1 μM.
So induziert Okadasäure bspw. eine dauerhafte Muskelkontraktion, da die Dephosphorylierung des an der Kontraktion beteiligten Proteins Myosins durch die Serin-/Threonin-spezifischen Protein-Phosphatasen nicht mehr stattfinden kann.
Die letale Konzentration der Okadasäure bei Mäusen (LD50) beträgt 192 μg/kg (intraperitoneal).